# Little Yirkie Lake
Little Yirkie Lake är en sjö i Kanada.   Den ligger i countyt Lennox and Addington County och provinsen Ontario, i den sydöstra delen av landet, 130 km väster om huvudstaden Ottawa. Little Yirkie Lake ligger 406 meter över havet. Den ligger vid sjön Big Yirkie Lake.
I omgivningarna runt Little Yirkie Lake växer i huvudsak blandskog. Trakten runt Little Yirkie Lake är nära nog obefolkad, med mindre än två invånare per kvadratkilometer.